# LUCKY13
LUCKY13 was een Nederlands quizprogramma dat werd uitgezonden werd uitgezonden op SBS6 en geproduceerd door Talpa's gameplatform Gameroom. Het programma werd in het eerste seizoen gepresenteerd door Rob Janssen, met Ingrid Jansen als zijn invalster. In het tweede seizoen werd de quiz afwisselend gepresenteerd door Robbert van den Bergh en Saskia Weerstand. Dzifa Kusenuh was te zien als invalpresentatrice. Ook Rens Polman was dat seizoen een aantal keer te zien als presentator.

## Opzet
In de Gameroom-app konden mensen meespelen met LUCKY13. Tijdens de uitzending kreeg de deelnemer 13 kennisvragen met elk twee antwoordmogelijkheden. Wie alle vragen goed beantwoordde, won een geldbedrag. De prijzenpot werd verdeeld onder de deelnemers die alle 13 vragen goed hadden beantwoord. In de prijzenpot zat telkens een bedrag van 1000, 2000 of 2500 euro. De uitzendingen bestonden in het eerste seizoen uit twee rondes. In het tweede seizoen werd er gekozen om enkel één ronde per keer te spelen. Vóór elke ronde was er de mogelijkheid om een LUCKY13-klavertje te verdienen. Dit klavertje kon worden ingezet als joker als er een vraag fout of te laat was beantwoord.

## Einde
Via de social media-kanalen liet de productie op 30 mei 2019 weten dat de spellen in de Gameroom-app op 31 mei 2019 voor de laatste keer gespeeld konden worden. De reden voor het plotselinge stoppen werd niet gegeven. De laatste uitzending werd gepresenteerd door vaste presentator van den Bergh.